# Pilotrichella cuspidans
Pilotrichella cuspidans là một loài Rêu trong họ Meteoriaceae. Loài này được Renauld & Cardot miêu tả khoa học đầu tiên năm 1890.